# Équipe de France masculine de basket-ball des moins de 20 ans
Cet article traite de l'équipe masculine. Pour l'équipe féminine, voir Équipe de France de basket-ball féminin des 20 ans et moins.
Actualités
L'équipe de France de basket-ball des 20 ans et moins est la sélection des meilleurs joueurs français de 20 ans et moins. Elle est placée sous l'égide de la Fédération française de basket-ball. Le terme 20 ans et moins a remplacé la catégorie Espoir.

## Palmarès
- Champion d'Europe des moins de 20 ans (3) : 2010, 2023 et 2024.
- Vice-champion d'Europe des moins de 20 ans (2) : 2009 et 2012.
- Médaille de bronze au championnat d'Europe des moins de 20 ans (5) :1992, 2002, 2011, 2017 et 2025.

## Parcours aux Championnats d'Europe
- 1992 :  3e
- 1994 : 11e
- 1996 : 11e
- 1998 : 5e
- 2000 : 8e
- 2002 :  3e
- 2004 : NQ
- 2005 : 6e
- 2006 : 6e
- 2007 : 9e
- 2008 : 7e
- 2009 :  2e
- 2010 :  Champion
- 2011 :  3e
- 2012 :  2e
- 2013 : 9e
- 2014 : 8e
- 2015 : 4e
- 2016 : 13e
- 2017 :  3e
- 2018 : 4e[1].
- 2019 : 4e
- 2022 : 5e
- 2023 :  Champion
- 2024 :  Champion
- 2025 :  3e

## Les sélections médaillées

### Championnat d'Europe 1992
| Joueurs |
| --- |
| Thierry Becchetti • David Bialski • Gilles Bogaert • Yann Bonato • Bruno Coqueran • Christophe Dumas • Bruno Hamm • Christophe Lion • Cheikou N'Diaye • Jean-Gaël Percevaut • Régis Racine • Jimmy Vérove |
| Encadrement |
| Entraîneur : Jean Degros |

### Championnat d'Europe 2002
| Joueurs |
| --- |
| Ludovic Chelle • Boris Diaw • Yakhouba Diawara • Julien Doreau • Ilian Evtimov • Vincent Mouillard • Noël Nijean • Mickaël Piétrus • Guillaume Szaszczak • Romain Tillon • Ronny Turiaf • Guillaume Yango |
| Encadrement |
| Entraîneur : Richard Billant |

### Championnat d'Europe 2009
| Joueurs |
| --- |
| Ousmane Camara • Octavio Da Silveira • Antoine Diot • Antoine Gomis • Thomas Heurtel • Edwin Jackson • Amath M'Baye • Carl Ona Embo • Fernando Raposo • Lamine Sambe • Kevin Seraphin • Florent Tortosa |
| Encadrement |
| Entraîneur : Jean-Aimé Toupane • Adjoints : Philippe Maucourant et Laurent Vila |

### Championnat d'Europe 2010
L'équipe de France de 2010 est entraînée par Jean-Aimé Toupane. Celui-ci est assisté de Laurent Hantz et Laurent Vila. Cette équipe remporte le championnat d'Europe 2010, disputé à Zadar en Croatie en battant en finale la Grèce sur le score de 73 à 62. Le meneur de cette équipe, Andrew Albicy, est également élu MVP du tournoi.
L'équipe qui remporte cette compétition est la suivante :
| Joueurs |
| --- |
| Jonathan Rousselle • Lens Aboudou • Andrew Albicy • Maxime Courby • Paul Lacombe • Nicolas Lang • Alexis Tanghe • Alexandre Gavrilovic • Christophe Léonard • Tanguy Ramassamy • Ferdinand Prenom • Henri Kahudi |
| Encadrement |
| Entraîneur : Jean-Aimé Toupane • Adjoints : Laurent Hantz et Laurent Vila |

### Championnat d'Europe 2011
L'équipe de France de 2011 est entraînée par Jean-Aimé Toupane. Celui-ci est assisté de Laurent Vila et Christophe Evano. Cette équipe finit 3e du championnat d'Europe 2011, disputé à Bilbao en Espagne.
| Joueurs |
| --- |
| Evan Fournier • Rudy Gobert • Romain Hillotte • Henri Kahudi • Joffrey Lauvergne • Maël Lebrun • Théo Léon • Kevin Mendy • Ferdinand Prenom • Axel Toupane • Léo Westermann • Wilfried Yeguete |
| Encadrement |
| Entraîneur : Jean-Aimé Toupane • Adjoints : Laurent Vila et Christophe Evano |

### Championnat d'Europe 2012
L'équipe de France de 2012 est entraînée par Jean-Aimé Toupane. Celui-ci est assisté de Christophe Evano. Cette équipe finit 2e du championnat d'Europe 2012, disputé en Slovénie, battue en finale par la Lituanie 50 à 49.
| Joueurs |
| --- |
| Kevin Thalien • Axel Julien • Axel Toupane • Louis Labeyrie • Livio Jean-Charles • Léo Westermann • Hugo Invernizzi • Pierre Pelos • Dzenan Kurtic • Rudy Gobert • Kingsley Pinda • Vincent Pourchot |
| Encadrement |
| Entraîneur : Jean-Aimé Toupane • Adjoints : Christophe Evano et Laurent Vila |

### Championnat d'Europe 2017
L'équipe de France de 2017 est entraînée par Jean-Aimé Toupane. Celui-ci est assisté de Laurent Vila et de Dounia Issa. Cette équipe finit 3e du championnat d'Europe 2017, disputé en Grèce, en battant l'Espagne 72 à 58.
| Joueurs |
| --- |
| Élie Okobo (1,87 ; 1997 ; Arrière) • Renathan Ona Embo (1,90 ; 1998 ; Meneur) • Grégory Bengaber (1,86 ; 1997 ; Meneur) • Darel Poirier (2,07 ; 1997 ; Ailier fort) • Alexis Yetna (2,07 ; 1997; Ailier fort) • Gauthier Denis (2,01 ; 1997 ; Arrière) • Stéphane Gombauld (2,05 ; 1997 ; Ailier fort) • Amine Noua (1,99 ; 1997 ; Ailier fort) • Lucas Hergott (2,00 ; 1997 ; Arrière) • Enzo Goudou-Sinha (1,82 ; 1998 ; Meneur) • Bastien Vautier (2,10 ; 1998 ; Pivot) • Digué Diawara (2,02 ; 1998 ; Ailier-Ailier fort) |
| Encadrement |
| Entraîneur : Jean-Aimé Toupane • Adjoints : Laurent Vila et Dounia Issa |

## Les sélections non médaillées

### Championnat d'Europe 2005
| Joueurs |
| --- |
| Jonathan Aka • Pape-Philippe Amagou • Saïd Bendriss • Yannick Bokolo • Souarata Cisse • Kevin Corre • Thomas Larrouquis • Ian Mahinmi • Sylvain Marco • Jean-Michel Mipoka • Pierre Parker • Étienne Plateau |
| Encadrement |
| Entraîneur : Jacques Commères • Adjoints : Jean-Aimé Toupane et Thierry Moullec |

### Championnat d'Europe 2006
| Joueurs |
| --- |
| Jason Bach • Julien Bestron • Thibaut Blanqué • Souarata Cisse • Aldo Curti • Gary Florimont • Benoît Gillet • Michel Ipouck • Charles Lombahe-Kahudi • Michael Mokongo • Marc-Antoine Pellin • Nicolas Taccoen |
| Encadrement |
| Entraîneur : Philippe Ory • Adjoints : Thierry Moullec et Philippe Maucourant |

### Championnat d'Europe 2007
| Joueurs |
| --- |
| Fabien Causeur • Aaron Cel • Mehdi Cheriet • Aldo Curti • Nando de Colo • Thomas Jonckheere • Marc Judith • Olivier Kolb • Cheikh Ibrahima Koma • Martin Le Pellec • Aurélien Salmon • Pape Sy |
| Encadrement |
| Entraîneur : Michel Gomez • Adjoints : Thierry Moullec et Olivier Bourgain |

### Championnat d'Europe 2008
| Joueurs |
| --- |
| Frens Johwe Casseus • Antoine Diot • Antoine Eïto • Thomas Heurtel • Mérédis Houmounou • Edwin Jackson • Rudy Jomby • Abdoulaye M'Baye • Adrien Moerman • Kevin Seraphin • Kim Tillie • Ludovic Vaty |
| Encadrement |
| Entraîneur : Richard Billant • Adjoints : Olivier Bourgain et Laurent Hantz |

### Championnat d'Europe 2013
| Joueurs |
| --- |
| Alexandre Chassang • Boris Dallo • Kevin Harley • William Howard • Hugo Invernizzi • Mouhammadou Jaiteh • Livio Jean-Charles • Benjamin John • Murat Kozan • Jean-Baptiste Maille • Vincent Poirier • Paul Turpin |
| Encadrement |
| Entraîneur : Jean-Aimé Toupane • Adjoints : Laurent Legname et Christophe Evano |

### Championnat d'Europe 2014
| Joueurs |
| --- |
| Arthur Rozenfeld • Mathias Lessort • Benjamin Sene • Charly Pontens • Antony Labanca • Axel Bouteille • Timothé Luwawu • Alexandre Chassang • Boris Dallo • Jean-Dieudonné Biog • Mouhammadou Jaiteh • Guerschon Yabusele |
| Encadrement |
| Entraîneur : Jean-Aimé Toupane • Adjoints : Laurent Legname et Christophe Evano |

### Championnat d'Europe 2015
| Joueurs |
| --- |
| - Arthur Rozenfeld (1,75 ; 1995 ; Meneur) - Ibrahima Sidibé (1,82 ; 1995 ; Arrière) - Lucas Dussoulier (2,00 ; 1996 ; Arrière) - Corentin Carne (1,96 ; 1996 ; Arrière) - Paul-Lou Duwiquet (1,93 ; 1995 ; Meneur) - Axel Bouteille (2,00 ; 1995 ; Ailier) - Timothé Luwawu (1,99 ; 1995 ; Ailier) - Charles Galliou (2,03 ; 1995 ; Ailier) - Petr Cornelie (2,11 ; 1995 ; Pivot) - Mathias Lessort (2,05 ; 1995 ; Pivot) - Alpha Kaba (2,06 ; 1996 ; Ailier fort) - Guerschon Yabusele (2,01 ; 1995 ; Ailier fort) |
| Encadrement |
| Entraîneur : Jean-Aimé Toupane |

### Championnat d'Europe 2016
| Joueurs |
| --- |
| - Léopold Cavalière (2,02 ; 1996 ; Ailier) - Corentin Carne (1,96 ; 1996 ; Arrière) - Olivier Cortale (2,07 ; 1997 ; Ailier fort) - Jean-Philippe Dally (1,97 ; 1996 ; Arrière) - Lucas Dussoulier (2,03 ; 1996 ; Arrière) - Gauthier Denis (2,01 ; 1997 ; Ailier) - Félix Michel (1,86 ; 1996 ; Meneur) - Sylvain Francisco (1,86 ; 1997 ; Meneur) - Amine Noua (2,00 ; 1997 ; Ailier fort) - Élie Okobo (1,87 ; 1997 ; Arrière) - Cyrille Eliezer-Vanerot (2,02 ; 1996 ; Ailier) - Pierre Brun (2,08 ; 1996 ; Pivot) |
| Encadrement |
| Entraîneur : Jean-Aimé Toupane • Adjoints : Dounia Issa et Laurent Vila |

### Championnat d'Europe 2018
| Joueurs |
| --- |
| - Abdoulaye N'Doye (1,99 ; 1998 ; Arrière) - Warren Woghiren (2,13 ; 1998 ; Pivot) - Jules Rambaut (2,00 ; 1998 ; Ailier fort) - Timothée Bazille (2,07 ; 1999 ; Ailier fort) - Quentin Goulmy (2,07 ; 1998 ; Ailier fort) - Bathiste Tchouaffé (1,97 ; 1998 ; Arrière) - Enzo Goudou-Sinha (1,83 ; 1998 ; Meneur) - Thibault Desseignet (1,82 ; 1998 ; Meneur) - Bastien Vautier (2,11 ; 1998 ; Pivot) - Digué Diawara (2,04 ; 1998 ; Ailier) - Ivan Février (2,04 ; 1998 ; Ailier fort) - Yanik Blanc (1,88 ; 1999 ; Meneur/Arrière) |
| Encadrement |
| Entraîneur : Jean-Aimé Toupane • Adjoints : Dounia Issa et Laurent Vila |